# NGC 4292
NGC 4292 este o liner situată în constelația Fecioara. A fost descoperită în 7 aprilie 1828 de către John Herschel. Se află la o distanță de 17 megaparseci de Pământ.